# انباشتک
در نظریه احتمالات و آمار، انباشتک یا κn یک توزیع احتمال عبارت است از مجموعه ای از کمیت‌هایی که جایگزینی برای گشتاور توزیع ارائه می‌کند.
انباشتک‌های یک متغیر تصادفی X را می‌توان با استفاده از تابع مولد انباشتک یا K(t) تعریف کرد. این تابع، لگاریتم طبیعی تابع مولد گشتاور است. در رابطهٔ زیر M(t) تابع مولد گشتاور است.
{\displaystyle M(t)=\operatorname {E} \left[e^{tX}\right]=<e^{tX}>.}
{\displaystyle M(t)} را می‌توان به صورت {\displaystyle exp[K(t)]} نوشت. با گرفتن لگاریتم طبیعی از دو طرف خواهیم داشت:
{\displaystyle K(t)=\log \operatorname {E} \left[e^{tX}\right].}
انباشتک‌های κn از بسط سری‌های توانی به صورت زیر بدست می‌آید:
{\displaystyle K(t)=\sum _{n=1}^{\infty }\kappa _{n}{\frac {t^{n}}{n!}}=\mu t+\sigma ^{2}{\frac {t^{2}}{2}}+\cdots .}
این بسط، یک بسط تیلور است بنابراین n-امین انباشتک را می‌توان از مشتق n-ام عبارت بالا و برابر قرار دادن با صفر بدست آورد:
{\displaystyle \kappa _{n}=K^{(n)}(0).}

## برخی ویژگی‌ها
ویژگی‌های زیر به ازای هر ثابت c دلخواه برقرار است:

### ناوردا
رابطهٔ زیر برقرار است:
- {\displaystyle \kappa _{1}(X+c)=\kappa _{1}(X)+c~{\text{ and}}}
- {\displaystyle \kappa _{n}(X+c)=\kappa _{n}(X)~{\text{ for }}~n\geq 2.}

### همگنی
n امین انباشتک از درجهٔ n همگن است:
{\displaystyle \kappa _{n}(cX)=c^{n}\kappa _{n}(X).}

### جمع پذیری
اگر X و Y متغیرهای تصادفی مستقل باشند آنگاه κn(X + Y) = κn(X) + κn(Y).

### انباشتک‌ها و گشتاورها
اگر تابع مولد گشتاور به صورت زیر باشد:
{\displaystyle M(t)=1+\sum _{n=1}^{\infty }{\frac {\mu '_{n}t^{n}}{n!}}=\exp \left(\sum _{n=1}^{\infty }{\frac {\kappa _{n}t^{n}}{n!}}\right)=\exp(K(t)).}
بنابراین تابع مولد انباشتک می‌شود لگاریتم تابع مولد گشتاور:
{\displaystyle K(t)=\log M(t).}
عبارت‌ها چنین نوشته می‌شود:
{\displaystyle {\begin{aligned}\mu '_{1}={}&\kappa _{1}\\[5pt]\mu '_{2}={}&\kappa _{2}+\kappa _{1}^{2}\\[5pt]\mu '_{3}={}&\kappa _{3}+3\kappa _{2}\kappa _{1}+\kappa _{1}^{3}\\[5pt]\mu '_{4}={}&\kappa _{4}+4\kappa _{3}\kappa _{1}+3\kappa _{2}^{2}+6\kappa _{2}\kappa _{1}^{2}+\kappa _{1}^{4}\\[5pt]\mu '_{5}={}&\kappa _{5}+5\kappa _{4}\kappa _{1}+10\kappa _{3}\kappa _{2}+10\kappa _{3}\kappa _{1}^{2}+15\kappa _{2}^{2}\kappa _{1}+10\kappa _{2}\kappa _{1}^{3}+\kappa _{1}^{5}\\[5pt]\mu '_{6}={}&\kappa _{6}+6\kappa _{5}\kappa _{1}+15\kappa _{4}\kappa _{2}+15\kappa _{4}\kappa _{1}^{2}+10\kappa _{3}^{2}+60\kappa _{3}\kappa _{2}\kappa _{1}+20\kappa _{3}\kappa _{1}^{3}\\&{}+15\kappa _{2}^{3}+45\kappa _{2}^{2}\kappa _{1}^{2}+15\kappa _{2}\kappa _{1}^{4}+\kappa _{1}^{6}.\end{aligned}}}